# Garfield County (Oklahoma)
Garfield County ist ein County im Bundesstaat Oklahoma der Vereinigten Staaten. Der Verwaltungssitz (County Seat) ist Enid (Oklahoma). Das U.S. Census Bureau hat bei der Volkszählung 2020 eine Einwohnerzahl von 62.846 ermittelt.

## Geographie
Das County liegt nordwestlich des geographischen Zentrums von Oklahoma und hat eine Fläche von 2745 Quadratkilometern, wovon 4 Quadratkilometer Wasserfläche sind. Es grenzt im Uhrzeigersinn an folgende Countys: Grant County, Noble County, Logan County, Kingfisher County, Major County und Alfalfa County.
Das County wird vom Office of Management and Budget zu statistischen Zwecken als Enid, OK Metropolitan Statistical Area geführt.

## Geschichte

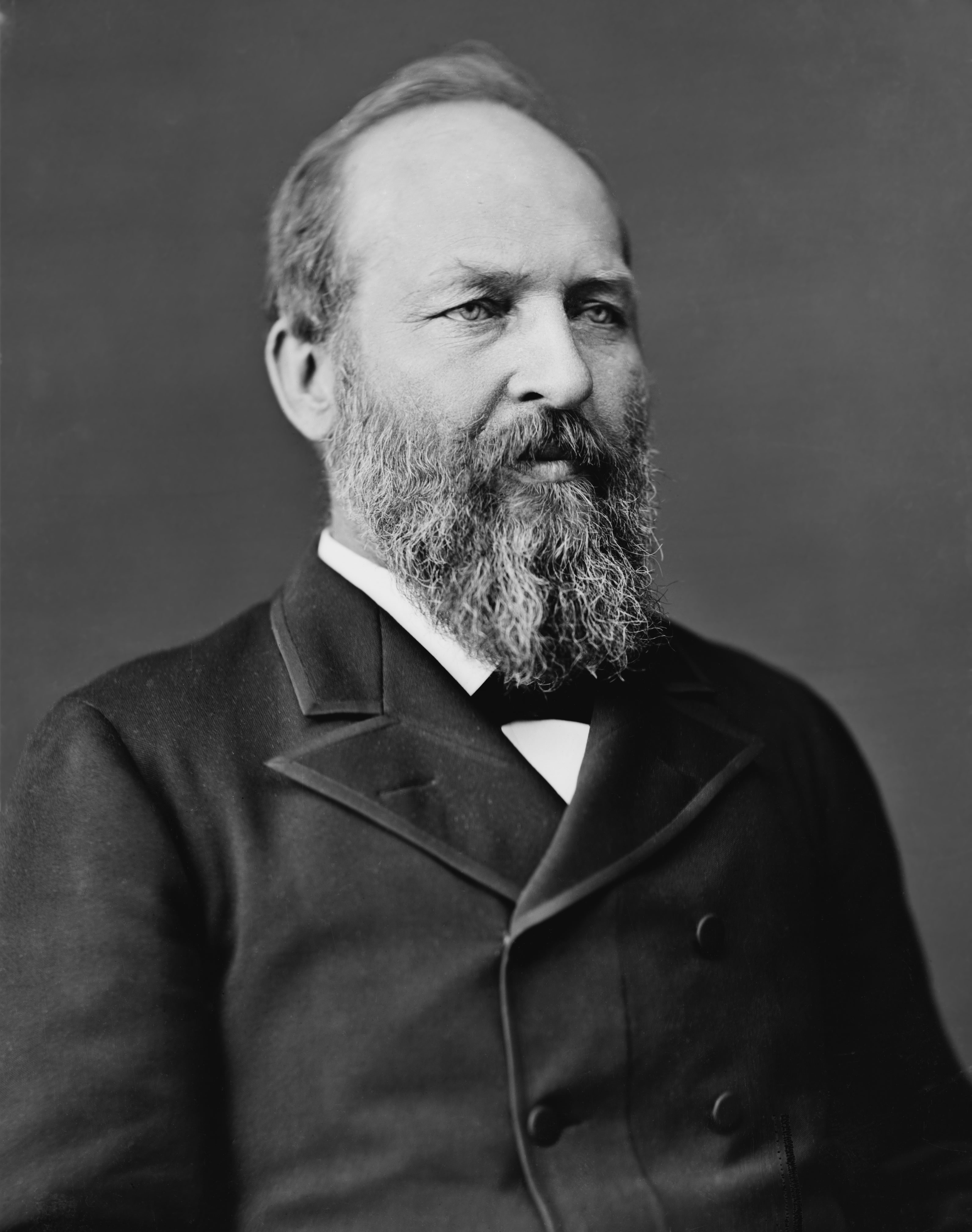
James A. Garfield

Garfield County wurde am 21. August 1893 als Original-County aus Teilen des Cherokee Outlet gebildet. Besiedelt wurde das County durch angloamerikanische Siedler während der vierten offiziellen Land-Besitznahme (Oklahoma Land Run) vom 16. September 1893, die durch einen Gewehrschuss eröffnet wurde. Mehr als 100.000 Menschen machten sich zu Pferd, zu Fuß oder mit Pferde- oder Ochsenwagen auf den Weg in die zur Besiedlung freigegebenen Gebiete. Garfield County wurde am 6. November 1894 nach James A. Garfield benannt, dem 20. Präsidenten der Vereinigten Staaten. Vorher war es mit dem provisorischen Namen County O bezeichnet worden.
20 Bauwerke und Stätten des Countys sind im National Register of Historic Places (NRHP) eingetragen (Stand 30. Mai 2018).

## Demografische Daten

Alterspyramide des Garfield County

Nach der Volkszählung im Jahr 2000 lebten im Garfield County 57.813 Menschen in 23.175 Haushalten und 15.805 Familien. Die Bevölkerungsdichte betrug 21 Einwohner pro Quadratkilometer. Ethnisch betrachtet setzte sich die Bevölkerung zusammen aus 88,65 Prozent Weißen, 3,26 Prozent Afroamerikanern, 2,11 Prozent amerikanischen Ureinwohnern, 0,85 Prozent Asiaten, 0,49 Prozent Bewohnern aus dem pazifischen Inselraum und 2,02 Prozent aus anderen ethnischen Gruppen; 2,62 Prozent stammten von zwei oder mehr Ethnien ab. 4,13 Prozent der Bevölkerung waren spanischer oder lateinamerikanischer Abstammung.
Von den 23.175 Haushalten hatten 31,4 Prozent Kinder unter 18 Jahre, die im Haushalt lebten. 54,2 Prozent waren verheiratete, zusammenlebende Paare, 10,5 Prozent waren allein erziehende Mütter. 31,8 Prozent waren keine Familien, 27,7 Prozent waren Singlehaushalte und in 12,1 Prozent der Haushalte lebten Menschen im Alter von 65 Jahren oder darüber. Die durchschnittliche Haushaltsgröße betrug 2,42 und die durchschnittliche Familiengröße betrug 2,95 Personen.
25,0 Prozent der Bevölkerung waren unter 18 Jahre alt, 9,1 Prozent zwischen 18 und 24, 27,3 Prozent zwischen 25 und 44, 22,5 Prozent zwischen 45 und 64 und 16,0 Prozent waren 65 Jahre oder älter. Das Durchschnittsalter betrug 38 Jahre. Auf 100 weibliche Personen kamen 93,7 männliche Personen. Auf 100 Frauen im Alter von 18 Jahren oder darüber kamen 90,4 Männer.
Das jährliche Durchschnittseinkommen eines Haushalts betrug 33.006 USD und das durchschnittliche Einkommen einer Familie betrug 39.872 USD. Männer hatten ein durchschnittliches Einkommen von 29.921 USD gegenüber den Frauen mit 20.791 USD. Das Prokopfeinkommen betrug 17.457 USD. 10,5 Prozent der Familien und 13,9 Prozent der Bevölkerung lebten unterhalb der Armutsgrenze.